# جوني سيرفوز غافن
جوني سيرفوز غافن (بالفرنسية: Johnny Servoz-Gavin)‏ مواليد 18 يناير 1942 في غرونوبل توفي في 2006 ، رون ألب، فرنسا، كان سائق فورملا 1 فرنسي سابق كان قد بدأ مسيرته الاحترافية سنة 1967. كان أول سباق له هو جائزة موناكو الكبرى 1967. خاض خلال مسيرته 13 سباقاً.

## سباقات شارك فيها
- لو مان 24 ساعة
- بطولة العالم للسيارات الرياضية